# Leonid Romanov
Leonid Romanov, född den 13 februari 1947 i Moskva, Ryssland, är en sovjetisk fäktare.
Han tog OS-silver i herrarnas lagtävling i florett i samband med de olympiska fäktningstävlingarna 1972 i München.